# 石川海斗
石川 海斗（いしかわ かいと、1990年11月30日 - ）は、東京都出身の男子バスケットボール選手である。ポジションはガード。B.LEAGUE、熊本ヴォルターズ所属。

## 来歴
明成高等学校から日本大学に進学。4年次には李相伯盃の日本学生選抜に選出。
卒業後、日立に入社。NBL所属の日立サンロッカーズ東京で2シーズンプレーし、2015-2016シーズンよりTKbjリーグ所属の岩手ビッグブルズに移籍。
2016年7月、香川ファイブアローズと契約合意。同月、期限付き移籍で仙台89ERSに移籍した。2017年7月、仙台に完全移籍。B2降格を経験する。
2018年7月、信州ブレイブウォリアーズと契約合意。キャプテンとして大活躍し、2019年5月、B2優勝へけん引。18-19シーズンPOのMVP獲得。
2019年6月、熊本ヴォルターズと2年契約で合意。全47試合にスターティングとして出場・総プレイタイム1664.28分（リーグ6位・日本人1位）。平均得点13.3、平均アシスト9.3（リーグ1位）などチームの核として活躍。2019年11月23日に行われたB2第11節の試合では、古巣の信州ブレイブウォリアーズ相手にハーフコートからのブザービーターを決め逆転勝利を果たした。
2020年5月、熊本と契約継続。2020-21シーズンは全60試合出場（うちスターティング57回）。総プレイタイム1978.55分・平均アシスト数8.9はいずれもリーグ1位。2021年2月27日に行われたB2第23節の試合ではB2史上初の1500アシスト、同年4月4日に行われたB2第29節の試合では1試合19アシスト（Bリーグ歴代最多）などの記録を達成した。
2021年6月、ファイティングイーグルス名古屋へ移籍。チームの優勝に伴いB1昇格を経験した。
2022年6月、FE名古屋と契約継続。
2023年6月、FE名古屋との契約を満了、5シーズンぶりとなる信州へ移籍。自身2度目となるB2降格を経験する。
2024年5月、信州と契約継続。チームは東地区3位となってPO進出を果たすも、セミファイナルでA千葉に敗れてB1再昇格は果たせなかった。5月、自由契約選手リストに掲載。
2025年6月、5シーズンぶりとなる熊本へ移籍。

## 経歴
- 明成高等学校
- 日本大学
- 日立サンロッカーズ東京(NBL、2013-15)
- 岩手ビッグブルズ(bjリーグ、2015-16)
- 香川ファイブアローズ(2016)→仙台89ERS(2016-17）
- 仙台89ERS(2017-18)
- 信州ブレイブウォリアーズ(2018-19)
- 熊本ヴォルターズ(2019-21)
- ファイティングイーグルス名古屋(2021-23)
- 信州ブレイブウォリアーズ(2023-25)
- 熊本ヴォルターズ(2025-)

## 個人成績
| シーズン         | チーム   | GP | GS | MPG  | FG%  | 3P%  | FT%  | RPG | APG | SPG | BPG | TO  | PPG  |
| ---------------- | -------- | -- | -- | ---- | ---- | ---- | ---- | --- | --- | --- | --- | --- | ---- |
| NBL 2013-14      | 日立     | 3  |    | 10.0 | .182 | .125 | .000 | 0.0 | 2.0 | 0.3 | 0.0 | 1.7 | 1.7  |
| NBL 2014-15      | 日立     | 27 |    | 8.0  | .273 | .188 | .733 | 0.6 | 1.0 | 0.3 | 0.0 | 0.7 | 1.7  |
| bjリーグ 2015-16 | 岩手     | 52 | 38 | 25.9 | .340 | .276 | .655 | 2.6 | 3.1 | 1.5 | 0.1 | 1.4 | 5.7  |
| B1 2016-17       | 仙台     | 48 | 35 | 23.3 | .395 | .262 | .734 | 2.1 | 2.4 | 0.7 | 0.2 | 1.8 | 7.0  |
| B2 2017-18       | 仙台     | 60 | 59 | 28.3 | .370 | .322 | .775 | 2.4 | 5.4 |     |     |     | 11.0 |
| B2 2018-19       | 信州     | 59 | 59 | 30.2 | .399 | .305 | .789 | 2.2 | 6.6 |     |     |     | 12.1 |
| B2 2019-20       | 熊本     | 47 | 47 | 35.2 | .345 | .252 | .777 | 2.6 | 9.3 | 1.2 | 0.1 | 3.8 | 13.3 |
| B2 2020-21       | 熊本     | 60 | 57 | 32.6 | .377 | .302 | .810 |     | 8.9 | 1.1 | 0.1 | 3.0 | 10.2 |
| B2 2021-22       | FE名古屋 | 50 | 44 | 25.3 | .368 | .278 | .805 |     | 4.9 | 0.9 | 0.1 | 1.7 | 7.5  |
| B1 2022-23       | FE名古屋 | 57 | 39 | 20.3 | .354 | .274 | .810 | 0.9 | 2.6 | 0.8 | 0.1 | 1.4 | 5.5  |
| B1 2023-24       | 信州     | 56 | 55 | 24.0 | .343 | .275 | .765 | 1.3 | 4.8 | 0.8 | 0.0 | 2.4 | 7.9  |
| B2 2024-25       | 信州     | 54 | 50 | 24.4 | .369 | .271 | .720 | 2.2 | 6.0 | 0.8 | 0.1 | 2.4 | 9.3  |